# 戴夫·卡特勒
大衛·尼爾·卡特勒一世（英語：David Neil Cutler, Sr.，1942年3月13日—），暱稱為戴夫·卡特勒（英語：Dave Cutler），生於美國密西根州蘭辛市，著名軟體工程師，大学期间获得数学学士，主攻物理，毕业后进入杜邦公司从事材料测试，曾服務於迪吉多與微軟，領導開發過數個作業系統，如RSX-11M、VMS、VAXELN，其中最著名的為微軟Windows NT。